# Севернооточки партизански одред
Севернооточки народноослободилачки партизански (НОП) одред је био партизанска јединица у саставу Народноослободилачке војске и партизанских одреда Југославије током Другог светског рата у Хрватској.

## Историјат
Формиран је 5. октобра 1943. од Оточког батаљона (на острву Угљану), Биоградске и Сукошанске чете (на острву Пашману) и нових бораца са севернодалматинских отока. На дан 30. октобра имао је два батаљона (преко 320 бораца); 1. батаљон дејствовао је на острвима Угљану и Пашману, 2. батаљон на острвима Силби, Молату и Дугом отоку. После искрцавања јачих немачких снага из Задра на острво Угљан 22. децембра 1943. главнина 1. батаљона је водила против њих целог дана борбе код Кукљице и Прека, а ноћу 22/23. новембра пребацила се из увале Свитла рибарским чамцима, уз заштиту наоружаних партизанских бродова, на Дуги оток, ноћу 26/27. новембра на острво Вис, док је на севернодалматинским острвима остало око 30 бораца и део Штаба; после 2—3 дана
Одред се поновно пребацио на Дуги оток. Ускоро, делом снага успо- ставио је контролу на острву Ижу, делу Пашмана и на Муртеру, где је првих дана децембра формиран 3. батаљон. На отоцима је обезбеђивао поморски пут ради пријема опреме и јединица, које су пребациване са Виса преко Корната и Дугог отока на севернодалматинско копно, и обезбеђивао евакуацију рањеника. У другој половини децембра Одред је садејствовао Севернодалматинском НОПО у борбама против немачких, усташких и четничких јединица на подручју Биоград, Бенковац, Скрадин, Водице. Његов 2. батаљон је 29. децембра успешно напао мању немачку колону на путу Бенковац—Доњи Земуник, а 9. јануара 1944. безуспешно напао немачку посаду у Пировцу. После те акције, Одред је расформиран, највећи део људства попунио је јединице 5. и 6. далматинске бригаде, док је један батаљон ушао у састав Севернодалматинског НОП одреда. Поновно је формиран априла 1944; као језгро послужила му је Допунска чета Трећег Приморско-обалског сектора (ПОС). Главнину снага држао је на Дугом отоку, Корнатима и Ижу, проводио добровољну мобилизацију, изводио обуку нових бораца и упућивао их делом на Вис, а делом на копно. Поред осталог Одред је ноћу 26/27. априла осигуравао прихват око 120 добровољаца са Пашмана и њихово превожење на Дуги оток. Повремено је упућивао мање снаге на Пашман и Угљан ради узнемиравања немачких јединица. Ноћу 20/21. маја делови Одреда искрцали су се на острва Угљан и Пашман, где су се задржали неколико дана а затим се пребацили на Дуги оток. Ноћу 30/31. маја делови 893. и 891. пука немачке 264. дивизије искрцали су се на Дуги оток и Корнате. Одред је оне- могућио продор двема ојачаним четама 2. батаљона немачког 893. пука ка средишњем делу отока, сачувао слободну територију, након чега су се немачке снаге повукле. Првих дана јуна Одред (имао је два батаљона са 180 бораца) поновно је посео Жирје, Иж, део Пашмана и Угљана, а потом се по наређењу Штаба 19. дивизије пребацио на копно у рејону Водица и ушао у састав Групе севернодалматинских НОП одреда. На острвима је остала Допунска чета Трећег ПОС, а затим се формирају и батаљони Морнаричке пешадије. За време свог постојања Севернооточки НОП одред је повремено имао разне називе (НОП одред Трећег сектора, Севернодалматински оточки НОП одред и Оточки НОП одред). Одред је одиграо нарочито значајну улогу на мобилизацији нових бораца и пребацивању на острво  Вис и севернодалматинско копно, на прихвату и евакуацији бораца, збега, рањеника и материјала са копна на Вис, и обрнуто.